# Heterachthes hystricosus
Heterachthes hystricosus är en skalbaggsart som beskrevs av Martins 1971. Heterachthes hystricosus ingår i släktet Heterachthes och familjen långhorningar. Inga underarter finns listade i Catalogue of Life.